# Marionina aberrans
Marionina aberrans is een ringworm uit de familie van de Enchytraeidae. De wetenschappelijke naam van de soort is voor het eerst geldig gepubliceerd in 1973 door Finogenova.